# José da Penha
José da Penha este un oraș în Rio Grande do Norte (RN), Brazilia.